# Roc de la Llena
El Roc de la Llena és una muntanya de 1.482 metres que es troba al municipi de Bagà, a la comarca catalana del Berguedà.